# ماركة ملائمة لأسلوب الحياة
تعتبر الماركة الملائمة لأسلوب الحياة هي ماركة تحاول تجسيد قيم وطموحات مجموعة ما أو ثقافة ما لأغراض تسويقية.
ويمتلك كل فرد هوية بناءً على اختياراته وخبراته وخلفيته (مثل الانتماء العرقي، والطبقة الاجتماعية، والثقافة الفرعية، والجنسية، إلخ.). وتهدف الماركة الملائمة لأسلوب الحياة إلى بيع المنتج عن طريق إقناع العملاء المحتملين بأن هذه الهوية سيتم تعزيزها أو تكملتها إذا ما ارتبطوا بالماركة علانيةً.

## النجاح
هناك مؤشر واحد أساسي على أن الماركة أصبحت ملائمة لأسلوب الحياة وهو عندما تتوسع تلك الماركة بنجاح متجاوزة فئة المنتج الأصلي الخاص بها. فمثلاً، نجد شركة نايك قد اعتادت على أن تكون شركة تُركز على منتجاتها فتُركز على صناعة أحذية الركض. ولكن بمرور الوقت، ارتبطت الشركة وشعارها بالثقافة الفرعية الرياضية. وهذا بدوره سمح لشركة نايك بالتوسع في الفئات الرياضية المتعلقة بذلك، مثل المعدات والملابس الرياضية. وبدأت شركة جايام كشركة خاصة برياضة اليوجا، لكنها حققت نجاحًا كبيرًا في تطوير ماركتها الملائمة لأسلوب الحياة، والتي سمحت لهم بالانتقال إلى الأسواق الأخرى بشكلٍ متنوع مثل الطاقة الشمسية ومواد البناء الخضراء.
ويبدو أنه بالنسبة لبعض الشركات، فإن المكون الأساسي للشركة ذات الماركة الملائمة لأسلوب الحياة هو توسيع خط المنتج الخاص باسم الشركة الخاصة بهم وانعكاسها على العديد من المنتجات المرتبطة بمجموعة أو ثقافة ما. وتتضمن أمثلة منح الترخيص لأسم بيت الأزياء كالفين كلاين (Calvin Klein) على عطر يسمى سي كيه وان (CKOne) ومصنع هارلي ديفيدسون الذي يقوم ببيع بضائع ذات ماركة تجارية لعملائه. وباستخدام هذا المعيار، تتضمن الماركات الملائمة لأسلوب الحياة الناجحة الأخرى شركة كاتربيلر، وشركة جون ديير وأمبركرومبي وفيتش، وغوتشي.
وعلى الرغم من أن الماركة الملائمة لأسلوب الحياة غير شائعة في الإلكترونيات وصناعات الحاسوب، إلا أن شركة آبل أصبحت ماركة ملائمة لأسلوب الحياة بعد أن قامت بتوسيع مشاركتها السوقية في صناعة الموسيقى من خلال منتج مشغل الموسيقى الرقمي آي بود الذي قامت بصناعته. ولقد اعتبر البعض الآي بود وسماعات الرأس البيضاء الشائعة أيضًا كماليات للموضة كما تم اعتبارها رمزًا يدل على الحالة، على الرغم من أن ذلك الأمر يُعد موضوعًا للنقاش إلى حد ما.

## وصلات خارجية
- Not Every Brand is a Lifestyle Brand – BusinessWeek
- Luxury Products as Lifestyle Brands - Knowledge@Wharton